# Neuss
Neuss er en by i Tyskland, nærmere bestemt i Nordrhein-Westfalen. I 2009 har byen 151.280 indbyggere, og et areal på 99,48 km².